# Physical Review Letters
Physical Review Letters — один из самых престижных журналов в области физики. Публикуется Американским физическим обществом с 1 июля 1958 года как самостоятельное ответвление журнала Physical Review.
Physical Review Letters специализируется на коротких статьях, называемых письмами, размером не более пяти страниц. К публикации принимаются статьи с новыми и не опубликованными ранее достижениями, одобренные тремя рецензентами из числа авторов журнала. Выпуски журнала выходят еженедельно. За 2016 год в журнале опубликовано 2478 статей, их общий объём составляет 13121 страниц.
Импакт-фактор журнала в 2016 году — 8,46. Согласно Google Scholar, журнал занимает первое место среди физических и математических изданий по 5-летнему h-индексу. За 2016 год статьи журнала цитировались в научной литературе более 427 тысяч раз, т. е. в среднем каждые 80 секунд.